# Freycinetia fusiformis
Freycinetia fusiformis är en enhjärtbladig växtart som beskrevs av Benjamin Clemens Masterman Stone. Freycinetia fusiformis ingår i släktet Freycinetia och familjen Pandanaceae. Inga underarter finns listade.